# Tomás de Torquemada
Tomás de Torquemada (magyarosan Torquemada Tamás, teljes nevén  Tomás de Torquemada  prior de Santa Cruz), (Valladolid, 1420. október 14. – Ávila, 1498. szeptember 16.) Domonkos-rendi pap, 1481–1498 között spanyol főinkvizítor. 
Hitvallása: „Egy ország, egy nép, egy vallás". Ő fogalmazta meg azt a rendeletet (ediktum), amelyet a spanyolországi zsidók 1492-ben történt kiűzése követett.
Nevéhez több ezer ember lemészárlása és elűzése kötődik. Hivatali ideje alatt kikeresztelkedett muzulmánokat és zsidókat is meggyilkoltak, mivel áttérésük nem feledtette etnikai hovatartozásukat. A történelem úgy értékeli, hogy Spanyolországban „kis holokauszt” ment végbe.

## Élete

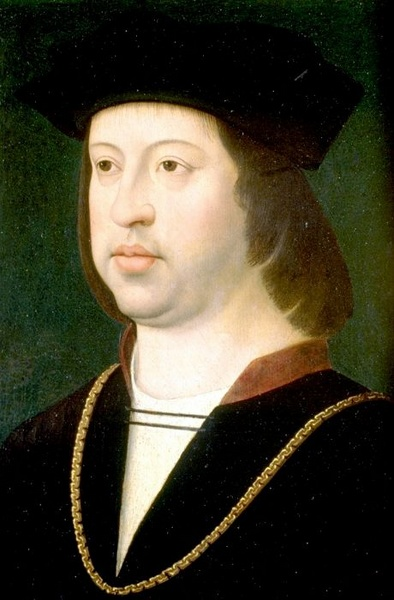
Aragóniai Ferdinánd

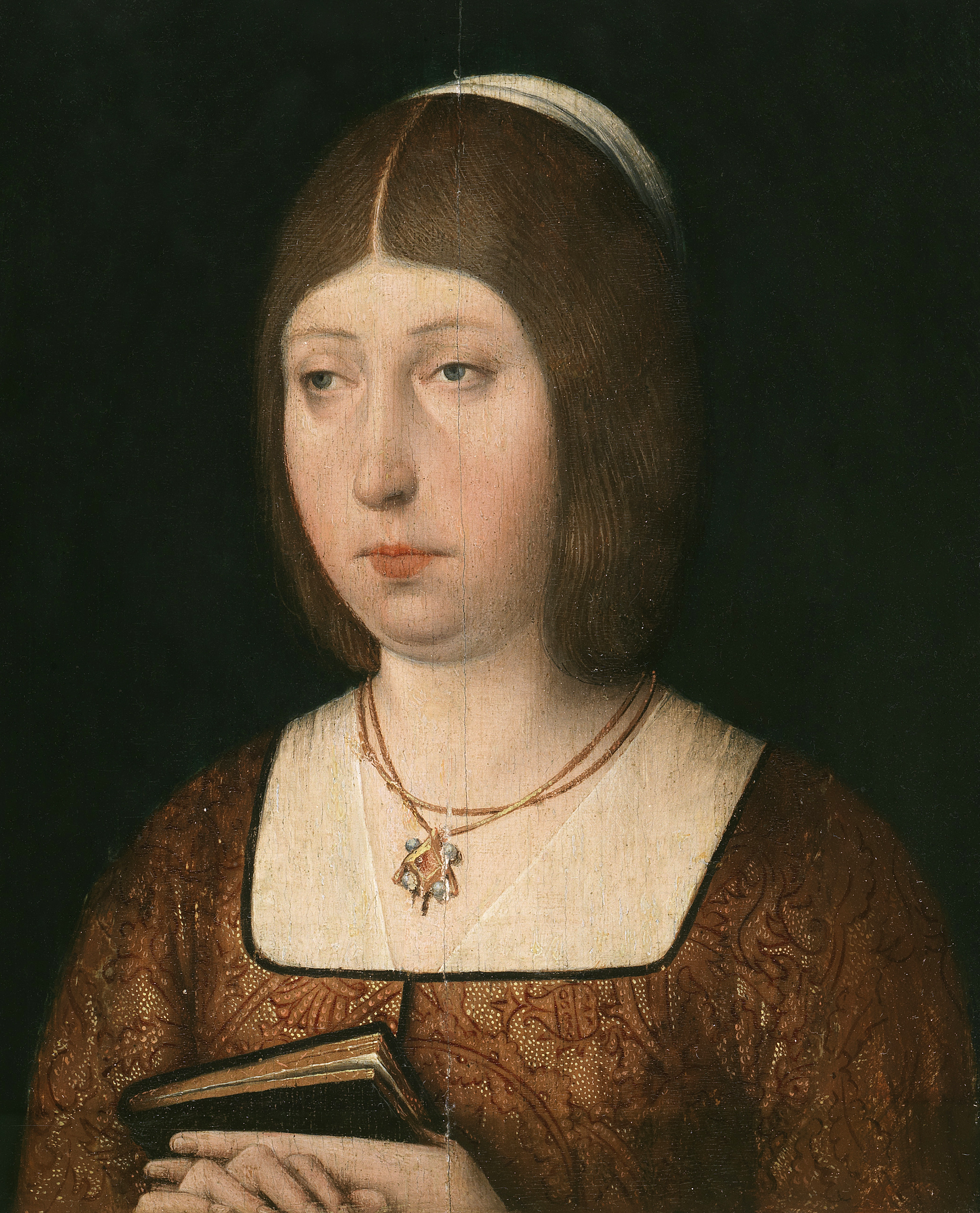
Kasztíliai Izabella

A spanyolországi Valladolidban született. Tomás de Torquemada zsidó származású volt, nagyanyja kikeresztelkedett marrán zsidó nő volt. Torquemada dominikánus szerzetes lett, s hogy származásáról elterelje a figyelmet, buzgón, nagy odaadással dolgozott azon, hogy a zsidó és muszlim hittől megtisztítsa egész Hispániát.
A spanyol inkvizíció 1478-ban alakult IV. Szixtusz pápa engedélyével, II. Ferdinánd aragóniai király és Kasztíliai Izabella uralkodása alatt. Világi, állami mozgalomnak tekinthető, amely a pápaság inkvizíciójától függetlenül jött létre, elsősorban azon megtért zsidók és muzulmánok megbüntetésére, akikről a spanyol monarchia úgy gondolta, áttérésük csupán színlelt. Az uralkodó nevezhette ki és foszthatta meg méltóságától az inkvizítorokat.
1480-tól kezdve a székhelye Sevillában volt, a joghatósága pedig az egész ország területére érvényessé vált. Ténylegesen csak egy év múlva kezdte meg működését. Fő feladatául a zsidóeretnekség gyökeres megszüntetését tűzte ki célul az “újkeresztények” körében.
A Domonkos-rend kapta meg a végrehajtás feladatát, vezetőül pedig Torquemadát, Ferdinánd király gyóntatóját nevezték ki. Ő 1481-1498 között működött az újonnan megalakított inkvizíció élén. Ebben a hivatalában 97 321 embert ítélt el, köztük több ezret máglyahalálra.
A spanyol inkvizícó pápaságinál sokkal keményebb, durvább eszközökkel dolgozott, a halálbüntetést is jóval gyakrabban alkalmazta. Az új spanyol inkvizíció egész Európában elrettentő példaként szolgált, ezért a pápa 1482-ben formálisan elítélte azt, bár az eretneküldözéssel egyetértett.
Torquemada fogalmazta meg azt a rendeletet (ediktum), amellyel II. Ferdinánd aragóniai király és Kasztíliai Izabella a spanyolországi zsidókat 1492-ben kiűzte az országból. 
1498 szeptember 16-án Segoviában halt meg, a Domonkos-rend kolostorában, ahol már 22 éves korában, mint rendfőnök működött.

## A zsidók kiűzése Spanyolországból
A zsidók már ott voltak Spanyolországban a Birodalom korai időszakáról kezdve, tehát nagyon mélyen gyökerező, nagyon gazdag közösség volt, de ahogy az üldöztetések növekedtek Európában, és egyre több helyről utasították ki őket, a spanyol társadalomra is nyomás nehezedett. 1378-ban, Sevillában egy pap kezdte azt tanítani, hogy a zsinagógákat meg kell semmisíteni, és a zsidó lakosságot gettókba kell tömöríteni. 1390-ben mind a püspök, mind Kasztília királya hirtelen meghalt. A zsidóság helyzete nagyon sötétre fordult, mert őket kezdték vádolni ennek a két személynek a haláláért.
1391. június 4-én Sevillában

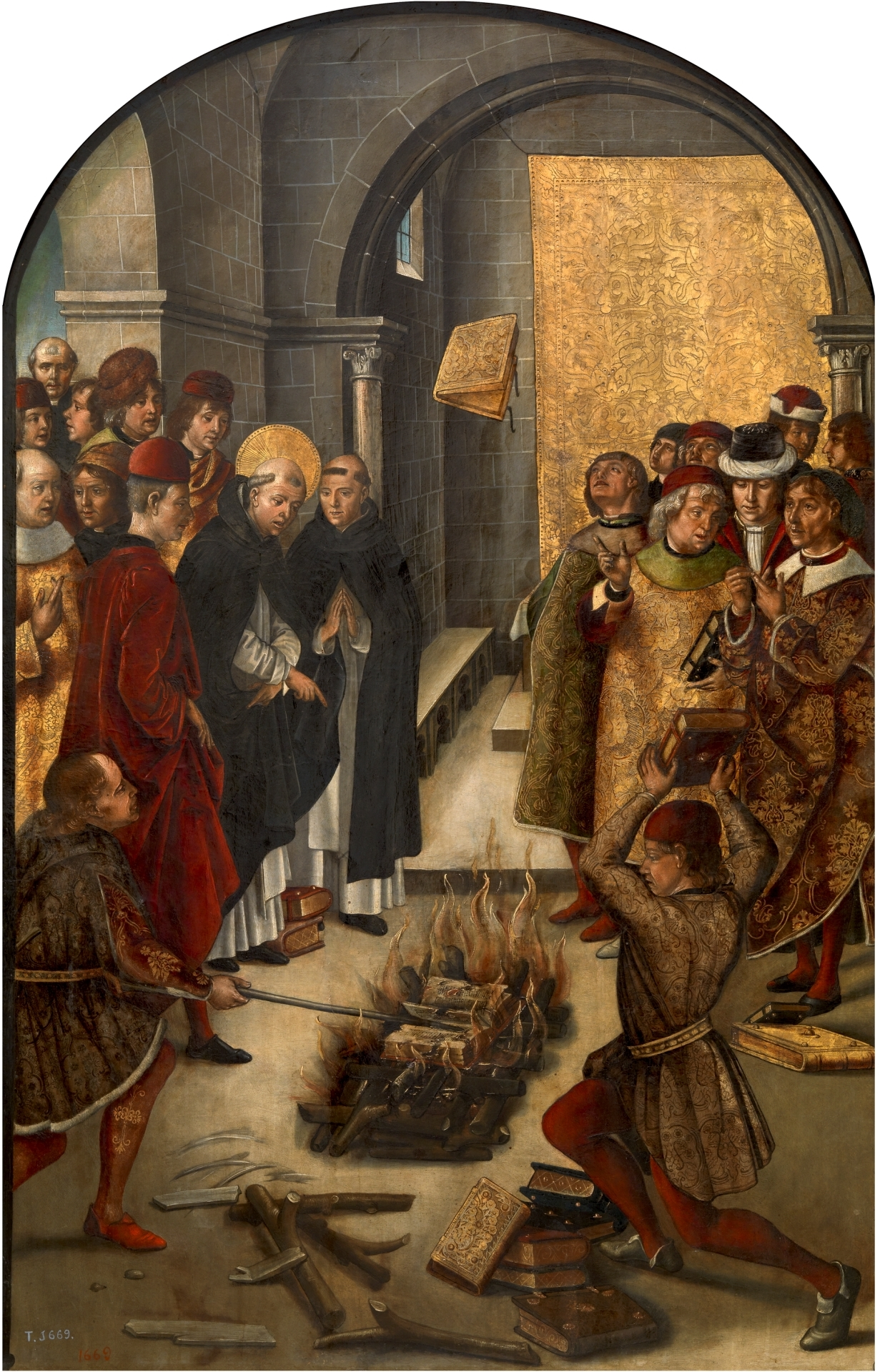
Könyvmáglya

pogrom tört ki a zsidóság ellen és egész Hispániára kiterjedt. Ennek a következtében zsidóság egyharmada elpusztult, egyharmada áttért a kereszténységre, a maradék pedig elhagyta hazáját. 1391-től számíthatjuk a kiűzetés tragédiájához vezető út kezdetét: ekkor került sor Ferrant Martinez zsidóellenes akciójára Sevillában, amikor kényszertérítések eredményeképp mintegy 100 000 zsidó konvertált – hatalmas szám a XIV. századi Európában! Becslések szerint a kb. 300 000-es „spanyol” zsidó lakosság harmada az üldözések áldozatául esett és egy harmadik harmad valahogy megmenekült, vagy országon belül bújt el, vagy külföldre szökött. Valójában már a XIII. század közepén felmerül az igény az egész hispániai zsidóság áttérítésére: Sevilla 1248-as, III. Ferdinánd király (1217-52) által kiharcolt kapitulációja folytán Granada kivételével majdnem egész Hispánia keresztény uralom alá került, és ez azt a vágyat keltette a hispánok egy részében, hogy véget vessenek a hitbéli sokféleségnek. [7] Ennek köszönhetően rendezik meg 1263-ban a barcelonai hitvitát Móse bem Náhmán de Gerona (Náhmánidesz) rabbi és Pablo Christiani barát között, I. Jakab aragóniai király színe előtt. Náhmánidész a vita után menekülni kényszerül ugyan, de a zsidók nagy többsége ekkor még nem érzi olyan fenyegetőnek a légkört, hogy áttérésre gondolna.
Ezen időszak rabbijai elkezdték átgondolni, hogy miért is történhetett meg ez az áttérési hullám és felismerték, hogy a hit megkopása és az asszimiláció következtében állt elő ez a helyzet.
Így megjelenik egy csoportja a zsidóságnak, akiket konverzoroknak, áttért zsidóknak neveztek. Mivel ők már kereszténnyé lettek, bejuthattak a társadalom felsőbb rétegeibe, beleértve a nemességet és a királyi réteget is, nem kellett már számolniuk a diszkriminációval.
Pontosan ez a tény vezet a legnagyobb robbanáshoz Spanyolországban.
Három csoportosulást különböztetünk meg ebben az időszakban a zsidóságon belül: a konverzorok csoportját, azon zsidókat, akik megtartották a zsidó identitásukat és az ú.n. marranókat (spanyolul: disznók), akik ugyan formailag áttérnek, de a magánéletben megtartják a zsidó szokásokat és vallást.
Általában ezek a csoportok továbbra is együtt élnek, ami óriási feszültséget eredményez, mert az áttért zsidók antiszemitává válnak. A konverzor csoport viszont egyre feljebb kerül a spanyol társadalomban, amit a tömegek egyre nagyobb féltékenységgel néznek. Megpróbálnak nyomást gyakorolni a társadalomra, hogy közösítsék ki őket, de ezt már vallási alapon nem lehet megtenni, hiszen már ők is keresztények. Faji alapon próbálkoznak tehát. A spanyolok elkezdik a családfájukat kutatni, hogy biztosítsák: nincs zsidó rokonuk.
Ekkor létrejön egy érdekházasság Spanyolországban. Korábban az ország fejedelemségekből állt. Az uralmon lévő IV. Henrik kasztília királyának mostohatestvére és örököse, Kasztíliai Izabella, valamint Ferdinánd, Aragónia trónörököse között létrejött házasság teszi le egy egységes spanyol királyság alapkövét. A cél, hogy Spanyolországot a kereszténység zászlaja alatt egyesítsék.
A zsidóság még anyagilag is támogatta őket, mivel feltételezték, hogy II. Ferdinándnak anyai ágról való zsidó származása miatt befolyásolni tudja a társadalmat, hogy nagyobb toleranciát mutassanak a zsidóság felé. Kezdetben ez így is történt. Róma azonban nyomást gyakorolt Spanyolországra, hogy ott is állítsanak fel inkvizíciós bíróságokat, és a konverzorokat bélyegezzék eretnekeknek. Ferdinánd először ezt visszautasítja, de Izabella hatására mégis megteszi, mivel pletykák kezdenek terjengeni, hogy Ferdinándot vissza akarják téríteni a judaizmusba.
Ugyanebben az évben egy hatalmas nyílt tárgyalást tartottak, ahova konverzorok ezreit hívták meg, és rájuk bizonyították, hogy megtérésük hamis, majd kivégezték őket. Fontos ismét hangsúlyozni, hogy ezeknek az inkvizícióknak semmi közük nem volt a nem áttért zsidósághoz; céljuk a keresztény egyház berkein belül az eretnekség kiirtása volt. A konverzorokat és marranókat vizsgálták meg, hogy vajon gyakorolják-e a zsidó szokásaikat. Ez ötven éven át tartott.
1491-ben megváltozik a helyzet. Toledóban a konverzorok és marranók ellen vérvádat emelnek. Egy állítólagos összeesküvést lepleznek le, melynek célja a spanyol király trónfosztása volt. Ez volt az a fordulópont, mely a Spanyolországból való kiűzetéshez vezetett. 1492. január 2-án Ferdinánd és Izabella győzelmet aratnak a granadai muzulmánok fölött és ezzel Spanyolország egységes keresztény állam lesz.
Torquemada, a spanyol inkvizíció feje szerint a zsidók mindaddig, míg Spanyolországban maradnak, kísértést jelentenek a konverzorok számára, hogy gyakorolják a zsidó örökségüket. Ráveszi Ferdinándot, hogy adja ki a száműzetés rendeletét, melynek lényege, hogy a zsidók vagy elhagyják az országot, vagy áttérnek. 1492. március 31-én ki is adják ezt a rendeletet.
Ez a rendelet megtiltotta, hogy bárki aranyat, ezüstöt és drágakövet vigyen magával. A kérdés az volt, hogy hova menjenek, hiszen a környező országok már korábban mind kitiltották a zsidókat, oda nem mehettek. Mi legyen a tulajdonaikkal, mely nem elhanyagolható vagyon. Hatalmas műkincsgyűjteményeket, zsinagógákat kenyérért adnak el. Ferdinánd udvarában élt egy zsidó, Don Jichák Ábrávánél, a király kincstárnoka. 1492 tavaszán azzal áll elő, hogy a zsidó közösség helyreállítja a flamand háború alatt kimerült kincstárat, vagyis megvásárolja a maradás lehetőségét.
Torquemada egy furcsa lépést tesz, amelyről egy korabeli inkvizítor így ír:
"Elment a királyi palotába, ruhája alá egy feszületet rejtett és szenteskedve nyíltan szólt a királynak: Tudok a király dolgairól. Lásd, itt van a Megváltó feszülete, akit az átkozott Júdás harminc ezüstpénzért adott el az ellenségeinek és feladta őt a vádlóinak. Ha ez a cselekedet tetszik, akkor adja el magasabb pénzösszegért. Ami engem illet, elállok minden hatalomtól, nem vállalom ennek szégyenét. Te leszel a felelős Isten előtt ezért az üzleti akcióért. Miután ezeket elmondta, letette eléjük a feszületet és elment."

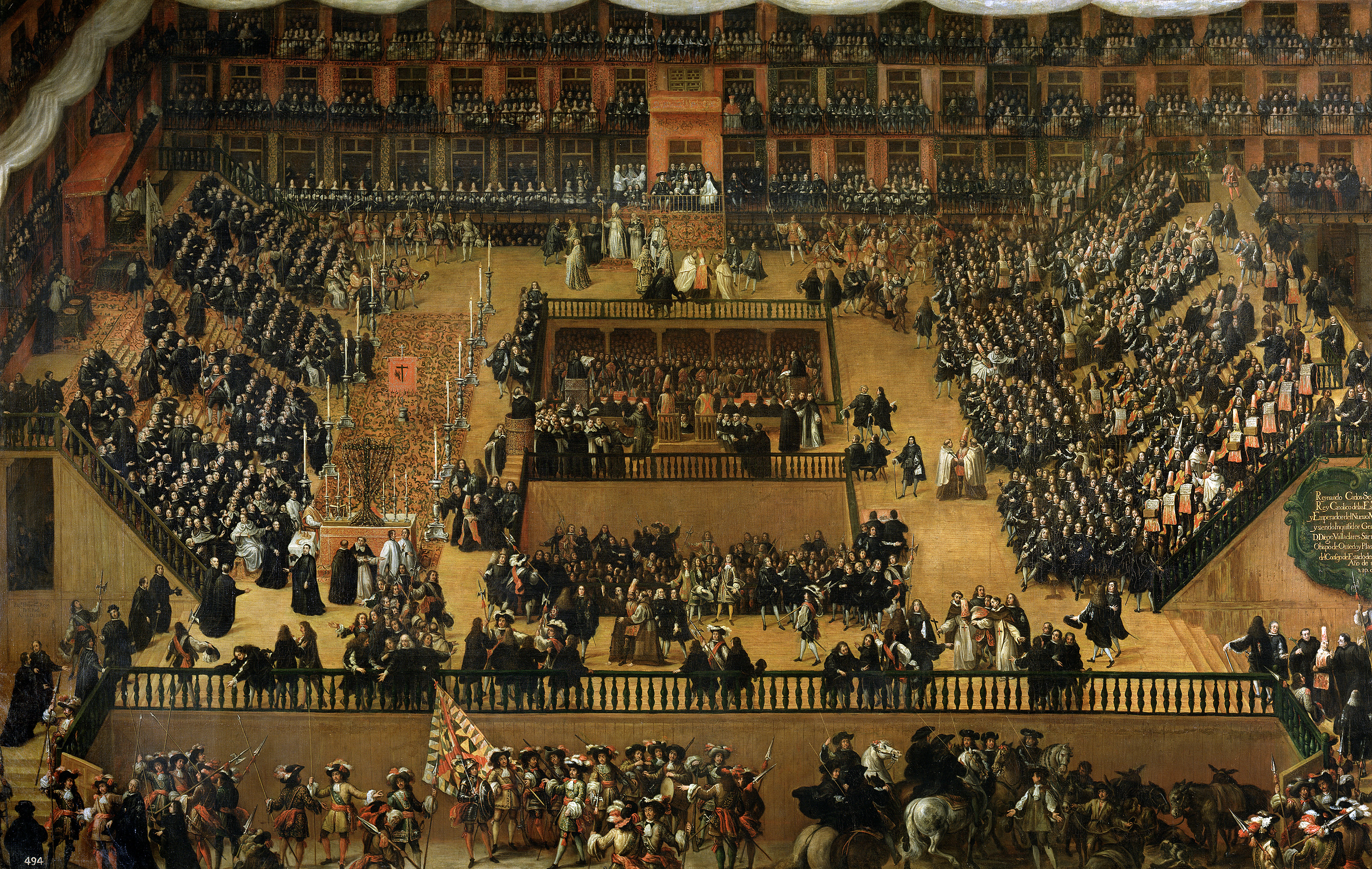
Francisco Ricci: Auto de Fe (1683) Prado

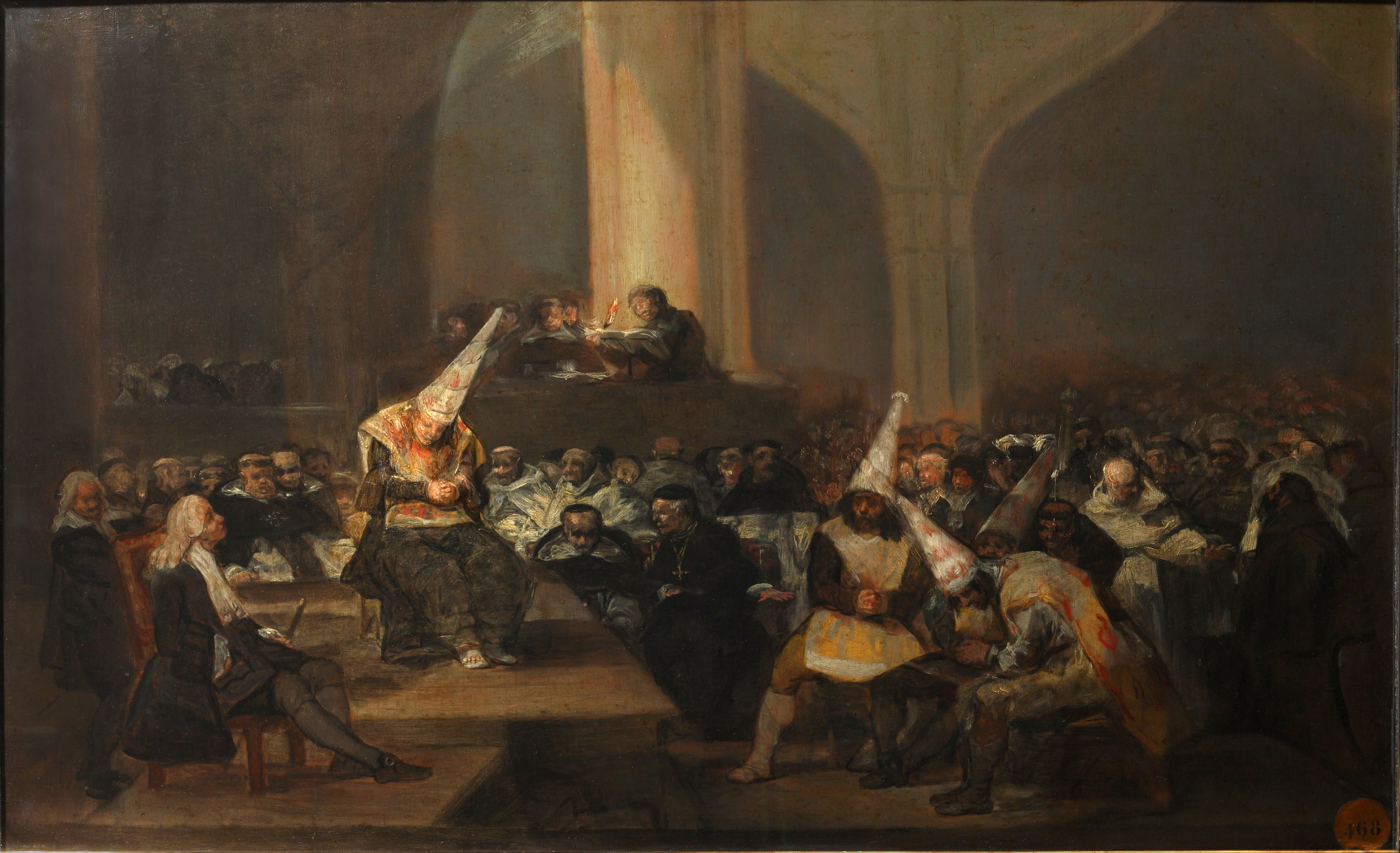
Goya: Az Inkvizíció bírósága (Auto de fe de la Inquisición)

Ennek következtében Ferdinánd véghezvitte tervét a zsidóság Spanyolországból való kiűzetésével kapcsolatban. Négy hónapot kaptak arra, hogy elhagyják az országot. Kiűzetésük napjául 1492. augusztus 2-át (Tis'á Be'áv ), vagyis az első és második Templom lerombolásának napját írták ki. Hatalmas zsidó közösség kényszerült távozásra. Kétszázezer elhagyja az országot, százezer áttér.
A kérdés csak az volt, hogy hova menjenek. Sokan Navarrába, Olaszországba, a mai Hollandiába, Törökországba, a Földközi-tenger kikötőibe vándoroltak és lassan felszivárogtak egészen Budáig. Százhúszezer Portugáliába vándorol. A portugál uralkodó nyolc hónapot engedélyez a maradásra, utána mehetnek, ahova akarnak. Ezért a tartózkodásért azonban hatalmas pénzösszeget kellett fizetniük. Később ezt az ajánlatot visszavonják: vagy áttérnek, vagy rabszolgák lesznek. A zsidó gyerekeket elszakítják szüleiktől, és Afrika partjainál lévő szigetekre száműzik őket. Idézet egy portugáliai zsidó krónikából:

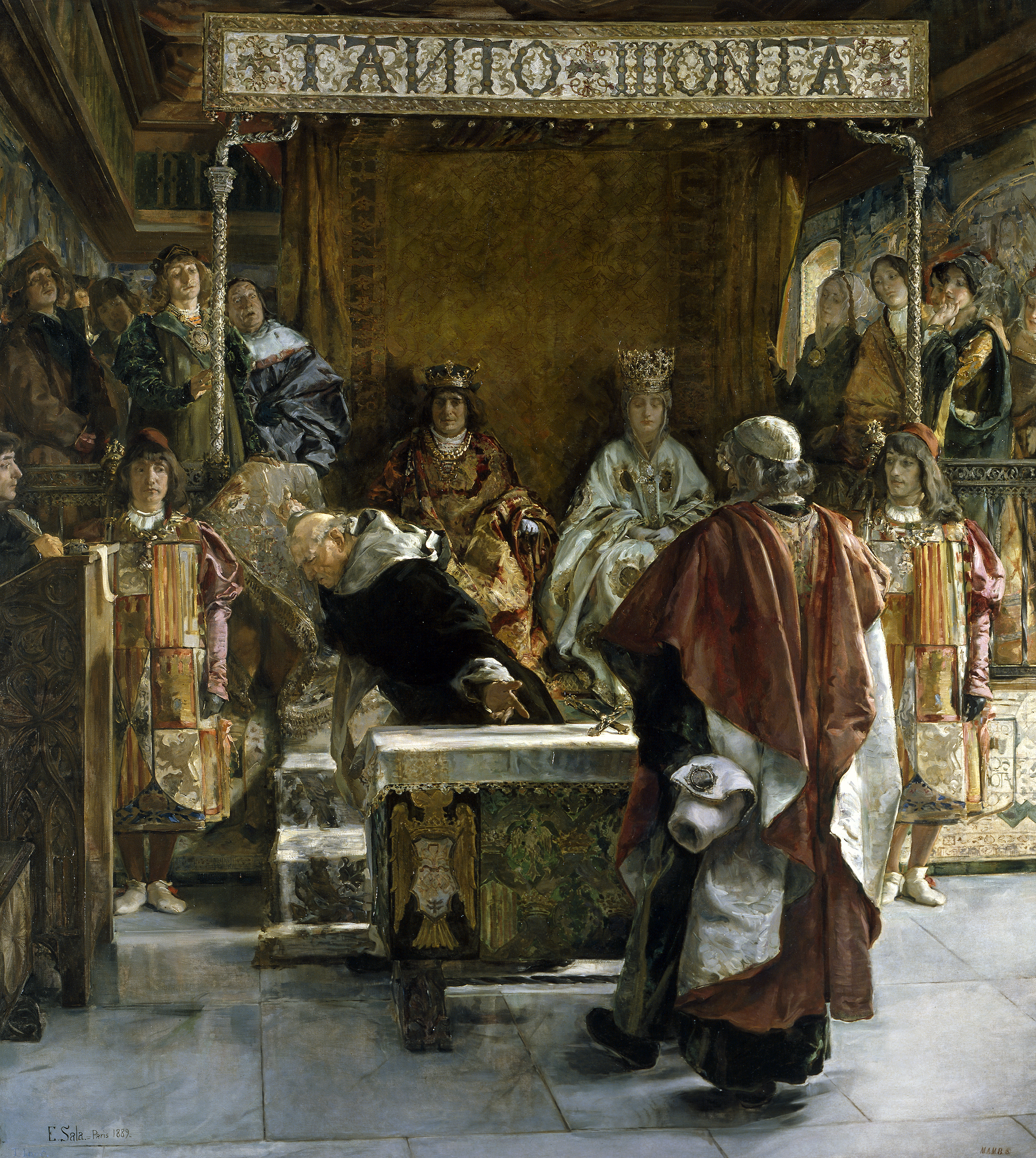
Emilio Sala Francés: Expulsión de los judíos de España (1492)

"Dél Tomis szigetét nemrégen fedezték fel. Ezt a szigetet különböző gyíkok, kígyók és más veszedelmes hüllők lakják. Mindenféle racionális érvet nélkülözött ez a hely. A király ezt a helyet arra használta, hogy elátkozott bűnösöket száműzzön ide, s úgy döntött, hogy ezek közé sorolja a zsidók ártatlan gyerekeit is, mivel a szülőket láthatóan Isten büntetése sújtja. Amikor ez a szerencsétlen óra elérkezett, hogy ezt a barbár dolgot végrehajtsák, az anyák arcukat karmolták fájdalmukban, mikor 3 évesnél kisebb csecsemőiket elvitték a karjaikból. Nagy tiszteletben álló vének szaggatták meg szakállukat, amikor saját testük gyümölcsét ragadták el tőlük. A gyerekek átható hangja kiáltott a menny felé, sírtak, mikor szüleik karjából kiragadták őket. Néhány asszony a király lábához vetette magát és azért könyörgött, hagy mehessen el gyermekeivel. De a király kegyelmét még ez sem indította meg. Volt egy anya, akit ez a rettenetes, megmagyarázhatatlan kegyetlenség annyira megrázott, hogy nem törődve a karjában lévő gyerek sírásával, egy hajóról a tengerbe vetette magát. Gyermekét ölelve együtt fulladtak meg.Végül, mikor ezek az ártatlan gyerekek Dél Tomis puszta szigetére érkeztek, amely nem volt más, mint a sírhelyük, kegyetlenül partra vetették és otthagyták őket. Majdnem mindegyiküket ezek a hatalmas gyíkok falták fel. Akik megmenekültek ezektől a hüllőktől, az éhségtől és az elhagyatottságtól pusztultak el."
Így mentek el a zsidók Spanyolországból.

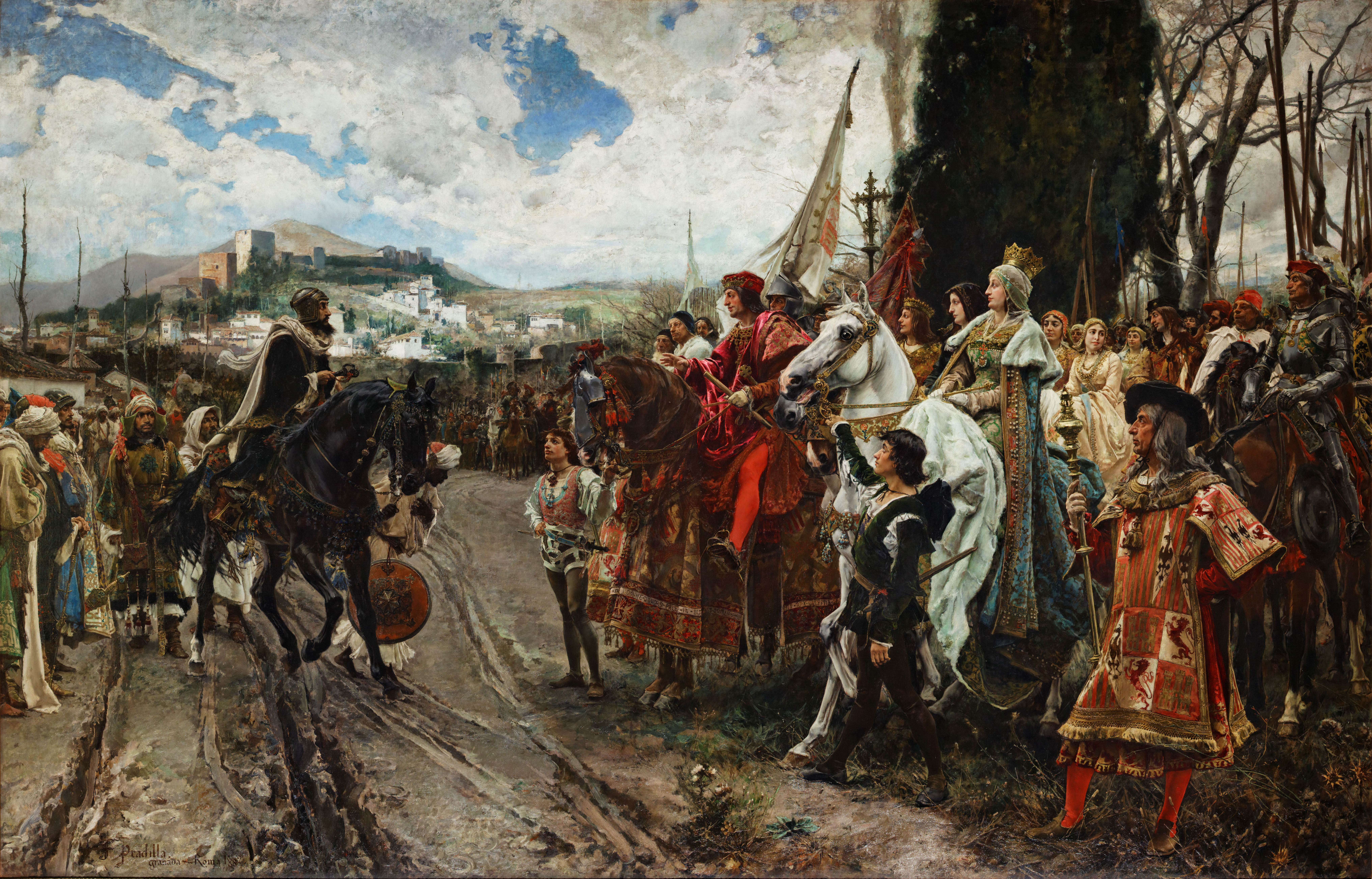
Granada visszavétele (1492)

Több évszázados küzdelem során egyesültek a hispán államok és 1479-től csak kettő maradt, Portugália és Spanyolország. A spanyol uralkodópár, Aragóniai Ferdinánd és Kasztíliai Izabella, legfőbb célja a rekonkviszta befejezése volt, ami akkor már csupán Granada városát jelentette. Ez 1492-ben sikerült teljesen, amikor Kasztíliai Izabella és Aragóniai Ferdinánd királyok elfoglalták az utolsó mór erősséget, Granadát.
Kolumbusz Kasztíliai Izabella és Aragóniai Ferdinánd spanyol uralkodóktól pénzt kapott, hogy elinduljon Amerikát felfedező útjára. Három hajóval – Santa Maria, Niña, Pinta – vágott neki az útnak. 1492. augusztus 3-án indult Palos  kikötőjéből és 1492. október 12-én kötött ki az egyik Karib-tengeri szigeten.
Torquemada tevékenysége arra is kiterjedt, hogy felkutassa kinek van legalább egyetlen zsidó, vagy muzulmán felmenője. Véleménye szerint a bűn már eleve a zsidók vérében van, amely átterjed az utódokra is, ezért ők hiába gyakorolják buzgón a keresztény vallásukat, akkor is bűnös emberek, mert őseik zsidók voltak. Ez faji megkülönböztetés volt már, emiatt a spanyolországi eseményeket a történelem „kis holokauszt”-nak értékeli.

## Alakja a színpadon
- Victor Hugo: Torquemada (1882). Nálunk nem játszották.
- Jerzy Andrzejewski: Sötétség borítja a Földet (1957). Nálunk 2004 tavaszán a Thália Színház játszotta.
- Nino Rota: Torquemada, opera (1943). Nálunk nem játszották.

## Külső hivatkozások
- Sz´fárád (a spanyol zsidóság története)
- A History of the Inquisition of Spain
- Torquemada and the Spanish Inquisition
- Torquemada Operalibrettó
- Torquemada Spanyol város